# Andrea Caldarelli
Andrea Caldarelli (ur. 14 lutego 1990 roku w Pescarze) – włoski kierowca wyścigowy.

## Kariera

### Początki
Andrea karierę rozpoczął w roku 2000, od startów w kartingu. W 2005 roku zadebiutował w wyścigach samochodów jednomiejscowych, konkretniej we Włoskiej Formule Azzurra. Wygrawszy w niej jeden wyścig, zmagania zakończył na 4. miejscu. Oprócz tego wystąpił w dwóch rundach Formuły Gloria. Zdobyte punkty pozwoliły Caldarelli zająć w klasyfikacji końcowej 17. pozycję. 

### Formuła Renault
W roku 2006 Włoch brał udział we Włoskiej Formule Renault. Reprezentując ekipę CO2 Motorsport, rywalizację ukończył na 14. lokacie. Z tym samym zespołem wystartował również w jednej rundzie europejskiego cyklu. Nie zdobył jednak punktów. Epizodycznie wystąpił też w Azjatyckiej Formule Renault. W ekipie M3-Prema Formula Racing Team, sięgnął po pole position oraz wygrał jeden wyścig. Nie był jednak liczony do klasyfikacji. 
W kolejnym sezonie podpisał kontrakt z włoską stajnią Prema Powerteam, na starty w pełnym cyklu włoskiej i europejskiej edycji. Uzyskane punkty sklasyfikowały go odpowiednio na 12. i 24. miejscu, w ogólnej punktacji. 
W 2008 roku przeniósł się do francuskiego zespołu SG Formula, w którym ponownie ścigał się w Europejskiej Formule Renault oraz rozpoczął starty w zachodnio-europejskim cyklu. W obu seriach został sklasyfikowany na 3. pozycji (w pierwszej z nich dziesięciokrotnie stanął na podium, z kolei w drugiej dziewięć razy meldował się w pierwszej trójce, w tym trzykrotnie na najwyższym stopniu). 

### Azjatycka Seria GP2
W roku 2011 Włoch startował w barwach portugalskiej ekipy Ocean Racing Technology, w Azjatyckiej Serii GP2. W ciągu czterech wyścigów ani razu nie zdobył punktów, plasując się w drugiej dziesiątce klasyfikacji. 

### Seria GP3
Na sezon 2011 Andrea podpisał kontrakt z francuską stajnią Tech 1 Racing, na udział w serii Seria GP3. Caldarelli zdobył punkty we wszystkich czterech wyścigach, zajmując przy tym drugą pozycję w pierwszym starcie na İstanbul Park. Po tym, jak otrzymał wsparcie Toyoty, zrezygnował ze startów w europejskim serialu. Po dwóch rundach plasował się w czołowej trójce klasyfikacji generalnej. Ostatecznie rywalizację zakończył na 10. miejscu. 

### Formuła Nippon
Wraz ze wsparciem Toyoty, Włoch zaangażował się w Formułę Nippon. 

### Formuła 3
W sezonie 2009 Włoch awansował do Formuły 3 Euroseries, w której ponownie był związany z francuskim zespołem SG Formula. W ciągu dwudziestu wyścigów, dwukrotnie dojechał na punktowanej pozycji (trzecie miejsce z najszybszym okrążeniem, na hiszpańskim torze Circuit de Catalunya oraz czwarte na francuskim obiekcie Dijon). Ostatecznie został sklasyfikowany na 14. pozycji, w generalnej klasyfikacji. Z francuską stajnią wystartował również w prestiżowym wyścigu Masters of Formula 3, w którym zajął jednak odległe 23. miejsce. 
Na sezon 2010 Caldarelli przeniósł się do Włoskiej Formuły 3. Ponownie nawiązana współpraca z Prema Powerteam, zaowocowała 3. lokatą, w końcowej klasyfikacji, z dorobkiem pięciu miejsc na podium (w tym trzy zwycięstwa).

### Formuła 1
W roku 2008 pełnił funkcję kierowcy testowego japońskiej stajni F1 - Toyota. Dzięki zajęciu trzeciego miejsca we Włoskiej Formule 3, dostał szansę odbycia testów z włoskim zespołem Scuderia Ferrari.

## Wyniki w Azjatyckiej Serii GP2
| Legenda oznaczeń w tabelach wyników Wyświetl szablon na nowej stronie | Legenda oznaczeń w tabelach wyników Wyświetl szablon na nowej stronie                                                                     |
| Oznaczenie                                                            | Wyjaśnienie |
| --------------------------------------------------------------------- | --- |
| Złoty                                                                 | Zwycięzca lub mistrzostwo |
| Srebrny                                                               | 2. miejsce lub wicemistrzostwo |
| Brązowy                                                               | 3. miejsce lub II wicemistrzostwo |
| Zielony                                                               | Ukończył, punktował (w klasyfikacji generalnej, gdy zdobył co najmniej jeden punkt na przestrzeni sezonu, poza trzema powyższymi opcjami) |
| Niebieski                                                             | Ukończył, nie punktował (w klasyfikacji generalnej, gdy nie zdobył co najmniej jednego punktu na przestrzeni sezonu)                      |
| Czerwony                                                              | Nie zakwalifikował się (NZ) |
| Czerwony                                                              | Nie prekwalifikował się (NPK) |
| Różowy                                                                | Nie ukończył (NU) |
| Różowy                                                                | Niesklasyfikowany (NS) (w klasyfikacji generalnej, gdy nie został sklasyfikowany w żadnym wyścigu sezonu)                                 |
| Czarny                                                                | Zdyskwalifikowany (DK) |
| Czarny                                                                | Wykluczony (WYK/EX) |
| Biały                                                                 | Nie wystartował (NW) |
| Biały                                                                 | Kontuzjowany (K/INJ) |
| Biały                                                                 | Wyścig odwołany (OD/C) |
| Bez koloru                                                            | Został wycofany (WYC/WD) |
| Bez koloru                                                            | Nie przybył (NP/DNA) |
| Bez koloru                                                            | Nie brał udziału w treningach (NT/DNP) |
| Bez koloru                                                            | Nie został zgłoszony (–) |
| Pogrubienie                                                           | Start z pole position |
| Kursywa                                                               | Najszybsze okrążenie wyścigu |
| †                                                                     | Nie ukończył, ale jego rezultat został zaliczony ze względu na przejechanie więcej niż 90% dystansu wyścigu.                              |
| *                                                                     | Sezon w trakcie |
| 1/2/3                                                                 | Punktowana pozycja w sprincie kwalifikacyjnym                                                                                             |
| Lista systemów punktacji Formuły 1                                    | |

| Rok  | Zespół                  | Wyniki w eliminacjach | Wyniki w eliminacjach | Wyniki w eliminacjach | Wyniki w eliminacjach | Punkty | Pozycja |
| ---- | ----------------------- | --------------------- | --------------------- | --------------------- | --------------------- | ------ | ------- |
| 2011 | Ocean Racing Technology | ARE                   | ARE                   | ITA                   | ITA                   | 0      | 21      |
| 2011 | Ocean Racing Technology | 16                    | 11                    | 17                    | 12                    | 0      | 21      |

## Wyniki w GP3
| Legenda oznaczeń w tabelach wyników Wyświetl szablon na nowej stronie | Legenda oznaczeń w tabelach wyników Wyświetl szablon na nowej stronie                                                                     |
| Oznaczenie                                                            | Wyjaśnienie |
| --------------------------------------------------------------------- | --- |
| Złoty                                                                 | Zwycięzca lub mistrzostwo |
| Srebrny                                                               | 2. miejsce lub wicemistrzostwo |
| Brązowy                                                               | 3. miejsce lub II wicemistrzostwo |
| Zielony                                                               | Ukończył, punktował (w klasyfikacji generalnej, gdy zdobył co najmniej jeden punkt na przestrzeni sezonu, poza trzema powyższymi opcjami) |
| Niebieski                                                             | Ukończył, nie punktował (w klasyfikacji generalnej, gdy nie zdobył co najmniej jednego punktu na przestrzeni sezonu)                      |
| Czerwony                                                              | Nie zakwalifikował się (NZ) |
| Czerwony                                                              | Nie prekwalifikował się (NPK) |
| Różowy                                                                | Nie ukończył (NU) |
| Różowy                                                                | Niesklasyfikowany (NS) (w klasyfikacji generalnej, gdy nie został sklasyfikowany w żadnym wyścigu sezonu)                                 |
| Czarny                                                                | Zdyskwalifikowany (DK) |
| Czarny                                                                | Wykluczony (WYK/EX) |
| Biały                                                                 | Nie wystartował (NW) |
| Biały                                                                 | Kontuzjowany (K/INJ) |
| Biały                                                                 | Wyścig odwołany (OD/C) |
| Bez koloru                                                            | Został wycofany (WYC/WD) |
| Bez koloru                                                            | Nie przybył (NP/DNA) |
| Bez koloru                                                            | Nie brał udziału w treningach (NT/DNP) |
| Bez koloru                                                            | Nie został zgłoszony (–) |
| Pogrubienie                                                           | Start z pole position |
| Kursywa                                                               | Najszybsze okrążenie wyścigu |
| †                                                                     | Nie ukończył, ale jego rezultat został zaliczony ze względu na przejechanie więcej niż 90% dystansu wyścigu.                              |
| *                                                                     | Sezon w trakcie |
| 1/2/3                                                                 | Punktowana pozycja w sprincie kwalifikacyjnym                                                                                             |
| Lista systemów punktacji Formuły 1                                    | |

| Rok  | Zespół        | Wyniki w poszczególnych eliminacjach | Wyniki w poszczególnych eliminacjach | Wyniki w poszczególnych eliminacjach | Wyniki w poszczególnych eliminacjach | Wyniki w poszczególnych eliminacjach | Wyniki w poszczególnych eliminacjach | Wyniki w poszczególnych eliminacjach | Wyniki w poszczególnych eliminacjach | Wyniki w poszczególnych eliminacjach | Wyniki w poszczególnych eliminacjach | Wyniki w poszczególnych eliminacjach | Wyniki w poszczególnych eliminacjach | Wyniki w poszczególnych eliminacjach | Wyniki w poszczególnych eliminacjach | Wyniki w poszczególnych eliminacjach | Wyniki w poszczególnych eliminacjach | Punkty | Pozycja |
| ---- | ------------- | ------------------------------------ | ------------------------------------ | ------------------------------------ | ------------------------------------ | ------------------------------------ | ------------------------------------ | ------------------------------------ | ------------------------------------ | ------------------------------------ | ------------------------------------ | ------------------------------------ | ------------------------------------ | ------------------------------------ | ------------------------------------ | ------------------------------------ | ------------------------------------ | ------ | ------- |
| 2011 | Tech 1 Racing | TUR                                  | TUR                                  | ESP                                  | ESP                                  | VAL                                  | VAL                                  | GBR                                  | GBR                                  | DEU                                  | DEU                                  | HUN                                  | HUN                                  | BEL                                  | BEL                                  | ITA                                  | ITA                                  | 20     | 10      |
| 2011 | Tech 1 Racing | 2                                    | 5                                    | 4                                    | 4                                    | -                                    | -                                    | -                                    | -                                    | -                                    | -                                    | -                                    | -                                    | -                                    | -                                    | -                                    | -                                    | 20     | 10      |